# Тантра
Тантра (Санскрит: तन्त्र, дословно преведено као „ткање, систем”) означава езотеричне традиције Хиндуизма и Будизма које су се развиле највероватније средином 10. века пре нове ере. Термин "тантра", у Индијској традицији означава и "текстове, теорије, системе, методе, инструменте, технике и праксе".
Почетком Нове ере, откривене су нове Тантре, фокусиране на божанства Вишну, Шива и Шакти. У Будизму, традиција арајана позната је по многобројним тантричким идејама и праксама. Тантричке праксе Хиндуизма и Будизма утицале су на остале Источне религије као што су Џаинизам, тибетанску традицију Бон, Таоизам и јапански Шинтоизам.
Неки облици не-ведских традиција као што је Пуја сматрају се тантричким у својој пракси. Текстови Хиндуистичког храма такође се уклапа у иконографију тантричких текстова, а називају се Тантрама, Агамама или Самхитама. У Будизму, тантрички текстови утицали су на уметничка дела у тибетанској култури, као и пећинске храмове у Индији и сликарство у Југоисточној Азији.

## Етимологија
Тантра (Санскрит: तन्त्र) дословно означава "ткање, систем, пробој".
Означавање Тантре као езотеричне праксе или религијских ритуала настало је тек у периоду Европске колонизације. Термин се заснива на метафори ткања, где корен речи "тан" значи "упаривање нити у петљи", што подразумева преплитање традиција и учења у текстовима, техникама и праксама.
Реч се јавља у химнама Ригведа, у значењу "ткање", а може се наћи и у многим другим ведским текстовима. У њима, реч "тантра" користи се у контексту "суштинског, главног дела, модела". Слично томе, у Хиндуизму и Ђаинизму, термин означава "доктрину, закон, правило, теорију" и јавља се као посебна реч или као суфикс.
Термин "тантра" у Будизму, Хиндуизму и Ђаинизму, након 6. века пре нове ере, означава библиографску категорију, као и термин "Сутра" (у значењу "нити, зашивања", слично значењу "ткања" у случају речи "тантра"). Сходно томе, понекад се тантрички текстови наводе и као Сутре.

## Дефиниција

### Античко доба и Средњи век
Најраније дефиниције "тантре" налазе се у древним текстовима Панинија, Патанђалија и литературе Мимамсе школе хиндуистичке филозофије.
Ученик Панини из 5. века п. н. е., у својој граматици Санскрита, дефинише "тантру" кроз пример "Сва-тантре" (Санскрит: सवतनतर), што означава "самосталног, независног човека" или "ткача". Патанђали у својој Махабхасији прихвата Панинијеву дефиницију, и спомиње у више наврата, наводећи да је његова метафоричка дефиниција "ткања" значајна за многе контексте. Реч тантра, каже Патанђали, значи "главни".
Он користи исти пример "сва-тантре" као сложеницу која се састоји од речи "сва" и "тантра", у значењу "оног који је самозависни, оног који господари собом, онај који је сам себи главни" , тиме уједно дефинишући "тантру".
Мимамса школа хиндуистичке филозофије користи појам "тантра", али присталице нуде различите дефиниције. На пример:

"Када комплетно, једном готово дело или ствар, постане корисно или значајно по више основа једној или више особа, то је Тантра. Насупрот томе, оно што постане корисно понављањем, тј. репетитивно, постаје "Авапа", као што је масажа уљем".— Сабара, 6. век
Средњовековни текстови такође наводе своје дефиниције Тантре.

### Нови век
У модерној филозофији, Тантра се проучава као езотерична пракса и религија, понекад називана "тантризам". Велика је разлика између онога што Тантра значи својим ученицима и онога како је представљана након периода колонизације. Од тада су предложене многе дефиниције Тантре и не постоји универзално прихваћена дефиниција. Андре Падоук нуди два, потом одбија оба. Једна од њих фокусира се на идеологију, док се друга окреће пракси, и идеолошки је ослобођена. Сходно томе, Давид Лоренцен наводи "тантру у ужем смислу" која се односи на елитне традиције и праксе које се заснивају на санскритским текстовима: "Тантре", "Самхите" и "Агаме", и "тантру у ширем смислу" која обухвата, поред наведеног, и магијска веровања, праксе и технике (као што је нпр. јога).
Ричард Пејн критикује модерна схватања тантре, која већином имају сексуалну конотацију. Навођена је као "јога екстазе" вођена бесмисленим ритуалима, што је далеко од комплексног, опширног и свеобухватног Будистичког, Хиндуистичког и Ђаинистичког схватања тантре.
Тантре у Индијској традицији означавају један систем или методологију и баве се питањима настанка света и човека, значаја многих божанстава, ритуала, магијских веровања и пракси, као и техникама које се тичу телесног, тј. метода и техника које служе трансформацији тела и себе.

#### Тантризам
Термин "тантризам" настаје у 19. веку и није присутан ни у једном језику који се говори на подручју Азије, а упоређује се са суфизмом. Овај појам у великој мери ограничио је схватање Индијске традиције од стране других култура.

#### Тантрика
Према Падоуку, термин "Тантрика" означава текстове који формирају паралелу са Хиндуистичком традицијом, невезано за ведски кодекс. Ведски и не-ведски (тантрички) путеви посматрају се као различити приступи реалности и принципима природе и сазнања. Главна разлика међу супротстављеним схватањима реалности тиче се потребе за монашким, тј. аскетским животом. Не-тантрички, ортодоксни став све три главне древне индијске религије подразумева да је живот домаћина онај вођен жељама и похлепом, што стаје на пут духовном ослобођењу (нирвани). Оне поучавају одрицање од оваквог живота зарад највишег циља - постајања монахом или монахињом. Насупрот томе, тантрички став подразумева то да су и просветљење и овоземаљски успех могући, и да се овог света не треба лишити зарад духовног уздизања.

## Историја

### Ведски текстови
Химна Ригведе описује усамљеника који у себи носи ватру и отров, рај и земљу, у распону од ентузијазма и креативности до депресије и агоније, од висина духовног блаженства до тежине овоземаљског рада. Ригведа изражава дивљење према оваквим људима, мада није потврђено да је у уској вези са Тантром.
Према Давиду Лоренцену, Ригведа описује мудраце који доживљавају "естатична, измењена стања свести" и развијају способност "летења на ветру". Насупрот томе, Вернер наводи да су ово остварени и вешти јогији из античких пре-будистичких времена, и да ова ведска химна говори о онима "изгубљеним у мислима" чије "личности нису везане за овоземаљско, јер прате пут мистериозног ветра".
Касније, према Лоренцену, ове ране идеје везане за јогу развијају се у Хата јогу, а затим се преиначују у "мистичну анатомију" надија и чакри из тантричке праксе. Свакако, Тантра је увек била езотерични, народни идејни покрет без темеља који се може довести у везу са било којим ведским текстом.

### Будистички рељефи
Многа уметничка дела, откривена на територији данашњег Пакистана датирају из 1. века нове ере, а приказују будистичке и хиндуистичке монахе који држе лобање. Једно од њих приказује Буду у центру, са чије стране седи будистички монах, а са друге хиндуистички. Легенда повезана с овим делима налази се у будистичким текстовима који описују монахе који "куцају о лобање и предвиђају будуће инкарнације људи којима је та лобања припадала". Роберт Браун ове легенде доводи у везу са тантричким праксама и традицијама.

### Тантре
Најстарије Тантре (тантрички записи) датирају из 7. века нове ере, иако је већина настала након 8. века, а до 10. века постојао је већ огроман корпус. Што се тиче места настанка, већина Тантри нађена је у Кашмиру и Непалу. Будисти су развили сопствени корпус Тантри, који је постао основа Вађрајане. У Ђаинизму, секундарни текстови упућују на знатан Тантра корпус заснован на традицији Сурја развијеној у западним регионима Индије, али целокупни рукописи нису доживели Нови век.
Међу ведским ортодоксним традицијама које су одбациле Тантре, тантрички ученици укључили су ведске идеје у своје системе узимајући Тантре у обзир као виша, пречишћена схватања ранијих идеја. Неки сматрају Тантре супериорнијим наспрам Веда, док их други изједначавају:

Веда је крава, док је права Агама млеко.
— Умапати, превео Дејвид Смит
Веома мало се зна о томе ко су аутори Тантри, нити се зна о њиховом друштвеном статусу. Могуће је да су били аскете које су живеле на кремационом тлу, а тек изнад нижих касти. До раног Средњег века, њихова пракса је вероватно укључивала имитацију божанстава као што су Кали и Бхаирава, укључујући не-вегетаријанску храну, алкохол и секс. Према једној теорији, они би призивали своје божанство на "авеша мам", а затим преокренули улоге како би контролисали то божанство и стекли моћ. Ове аскете су биле подржане од стране нижих касти које су живеле на кремационом тлу.

### Тантричке праксе
Раније тантричке праксе приписивале су се "Капаликама" (дословно "људи-лобање"), иако мало поузданих информација имамо о њима. Већина извора потичу из фикције и деградирајућих спомињања у хиндуистичким, ђаинистичким и будистичким текстовима до 10. века нове ере.
На пример, у једном од текстова, легенда наводи женски лик Капалика, чији љубавник умире, затим је кремиран, а она његов пепео маже по свом телу. Варахамихира, индијски астролог из 6. века, такође спомиње Капалике у својим књижевним радовима. Неке праксе Капалика које се спомињу у овим текстовима су пронађене у Вађрајана Будизму и Шајва Хиндуизму, а научници се не слажу о томе ко је утицао на кога.
Ови записи, додуше, нису свеобухватни и детаљни и не говоре поуздано о тантричкој пракси и веровању. Епиграфска навођења "Каула" тантричке праксе су ретке, а спомињу се у 9. веку. Докази у облику текстова указују на то да је тантрички будизам вероватно растао до 7. века. Матрике (богиње-мајке), које су касније уско повезиване са праксом Тантре, појављују се како у будистичкој, тако и у хиндуистичкој уметности и књижевности између 7. и 10. века.
Тантричке праксе доживеле су пораст током 8. и 9. века, као и у 14. веку, а највећи тантрички записи датирају из 10. века. До 11. века преведени су на језике околних земаља, као што је тамилски, а праксе су шириле свој утицај на јужну Азију.
Мадхвачарја, филозоф из 13. века, описивао је веће школе индијске филозофије, мада не спомиње Тантру као посебну религијску или ритуалну праксу, што у 20. веку Кане, индијски научник, наводи као игнорисање Тантре због тога што је тада и даље сматрана скандалозном.
Надаље се Тантра ширила Источном и Југоисточном Азијом, вршећи велики утицај на тибетанску традицију Бон.

#### Секс и еротицизам
Тантрички списи и праксе укључују широк спектар тема, идеја и симбола, већином фокусиране на спиритуалне, а не сексуалне (телесне) садржаје. Међутим, Тантризам је у Западу познат као озлоглашена идеја са антиномианском конотацијом. Постојали су многи стереотипи у вези са езотеричним еротицизмом и ритуализованим сексом у име религије, укључујући злоупотребу алкохола и не-вегетаријанске хране. Ипак, оваква схватања нису ограничена само на Западну идеју о Тантри: неке присталице хиндуистичке филозофије који су спомињали тантричку литературу, тврдили су да њихове идеје и духовне праксе имају добар темељ, али и неморална учења, која прете фундаменталним друштвеним вредностима.
Сексуалност јесте део тантричке праксе, а телесне течности виђене су као "материје моћи" и коришћене су у ритуалима. У традицији Каула и другим традицијама у којима се помињу телесне течности као супстанце моћи и ритуални секс, научници се не слажу у преводима, тумачењима и практичном значају.
Даглас Брукс тврди да се антиномијски елементи као што су коришћење токсичних супстанци и секса, нису анимистичне, али су се примиле у Каула традицији да би изазивале присталице Тантре. Комбиновањем еротичних и аскетских техника, тврди Брукс, Тантра руши све друштвене претпоставке и предрасуде о стварности. Такође, Дејвид Греј наводи да антиномијске идеје служе медитацији и саморефлексији, омогућавајући трансцендовање субјективности.
У већини хиндуистичких и будистичких записа о Тантри изостају екстремне форме сексуалних ритуала. Па ипак, емоције, еротицизам и секс су универзално прихваћени у тантричкој литератури као природне и пожељне појаве, и као начин да се трансформише божанство унутар себе. Секс је само један аспект живота и "корен универзума", чији је смисао шири од чисте прокреације и само је један од начина да се постигне спиритуални пут и испуњење. Ова идеја развија се са прикључењем Кама уметности у будистичком храму, као и другим облицима будистичке уметности.

## Праксе
Ритуали су главни фокус Тантри. Уместо једног кохерентног система, Тантра је акумулација пракси и идеја. Због широког спектра заједница и идеја, тешко је тачно описати тантричку праксу.

### Компоненте
Андре Падоук наводи да не постоји консензус међу филозофима који проучавају Тантру, око тога који су елементи за њу карактеристични, нити постоје записи који обједињују све такве елементе. Такође, већина тих елемената могу се наћи и у не-тантричким традицијама. Према једном следбенику Будистичке Тантре, она садржи следећа дефинишућа својства:
1. Ритуалност, посебно обожавање божанстава
2. Мантре
3. Визуелизација и идентификација са божанством
4. Потреба за иницијацијом, езотерицизмом и тајновитошћу
5. Значај учитеља (гуруа)
6. Ритуално коришћење мандала
7. Трансгресивно или антиномијско делање
8. Ревалоризација тела
9. Ревалоризација статуса и улоге жена
10. Аналогно размишљање (укључујући микрокозмичку или макрокозмичку корелацију)
11. Ревалоризација негативних менталних стања

Према Давиду Лоренцену, тантричке праксе укључују следеће:
1. Шаманска и јога веровања и праксе
2. Обожавање Сакте, посебно Маткас и друге богиње које убијају демоне
3. Посебне школе тантричке религије као што је Капалика и Каула
4. Тантричке списе саме по себи

### Садане
Бројне технике (садане) коришћене су у медитацији и постизању духовне моћи. То су: дакшина (поклон учитељу), дикша (ритуал иницијације), јога, мудре (покрети рукама), мантре, химне, мандале, јантре, пује (ритуали обожавања), визуализације и идентификација са божанствима, жртвовање животиња, коришћење забрањених супстанци као што су алкохол, канабис, месо и други ентеогени, нјасе, ритуалне пурификације, јатре, врате (завети, често у сврху поста), ганачакре (ритуални оброци), ритуалне музике и игре, итд.

### Мандале
Према Давиду Гордону Вајту, мандале су кључни елементи Тантре. Оне представљају константан ток интеракције како божанских, демонских, људских, тако и животињских енергија и импулса у универзуму. Божанство је у центру мандале, док су остала бића, укључујући и практиканта, представљена на различитим дистанцама од датог центра. Мандале такође одражавају средњовековни феудални систем, са краљем у центру.
Божанство у центру је трансцедентно и иманентно, а свет се доживљава као реалан, а не као илузија. Циљ није да се трансцендује свет, већ да се дође до схватања да је свет манифестација Божанства, док је "ја" заправо "врховни егоитет Божанства". Свет треба да се перципира његовим очима, зато што је то манифестација самог себе. Врховни се манифестује у свима, што се постиже тантричком праксом.

### Мантра, јантра, нјаса
Речи "мантрам", "тантрам" и "јантрам" налазе свој корен у античким индијским традицијама. "Мантрам" означава знање, "тантрам" филозофију, а "јантрам" животни пут, тј. начин живота.
Мантра и јантра су, заправо, инструменти којима се постижу више вредности и својства, често повезана са специфичним хиндуистичким божанствима као што су Шива и Шакти. Свака мантра повезана је са неком нјасом. Нјаса подразумева додиривање одређених делова тела у специфичним деловима мантри, чиме се пробуђује божанство у самом телу.

### Идентификација са божанствима

#### Визуелизација
Божанства се интернализују као делови Ишта девата медитација, када се практиканти визуелизују као божанства или доживљавају визије божанства. Током медитације, практикант се идентификује са неким од хиндуистичких богова или богиња, замишљајући и прихватајући их у процесу сличном сексуалном удварању.

#### Класе бхакта
У хиндуистичкој тантри, спајање божанства са бхактом користи медитацију и ритуале. Ове праксе се деле према три класе бхакта:
- Животињски
- Херојски
- Божански

У случају божанских, ритуали су унутрашњи. једино божански бхакта може да постигне предмет ритуала - буђење енергије.